# Projet Loon
Pour les articles homonymes, voir Loon.

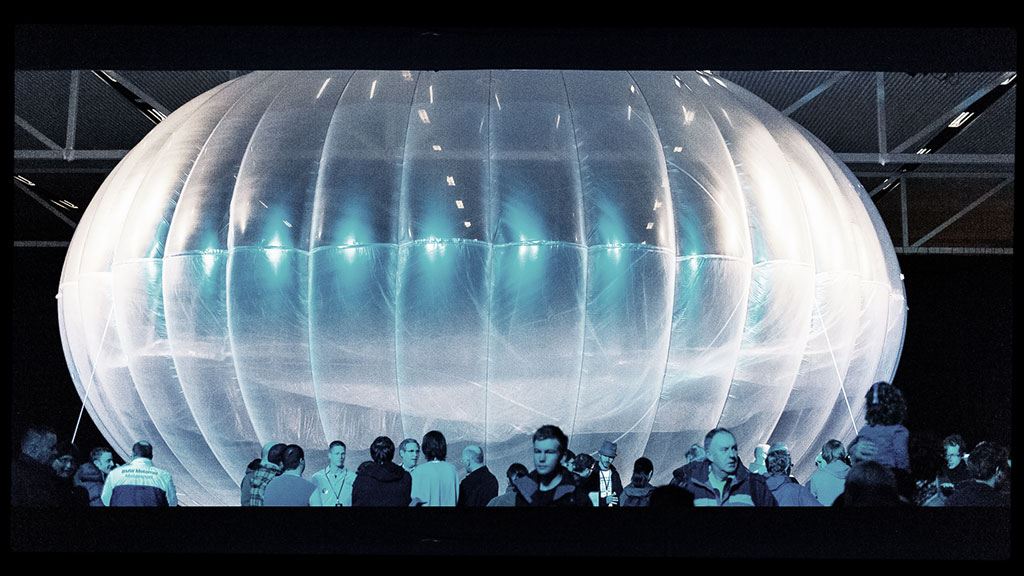
Ballon Loon.

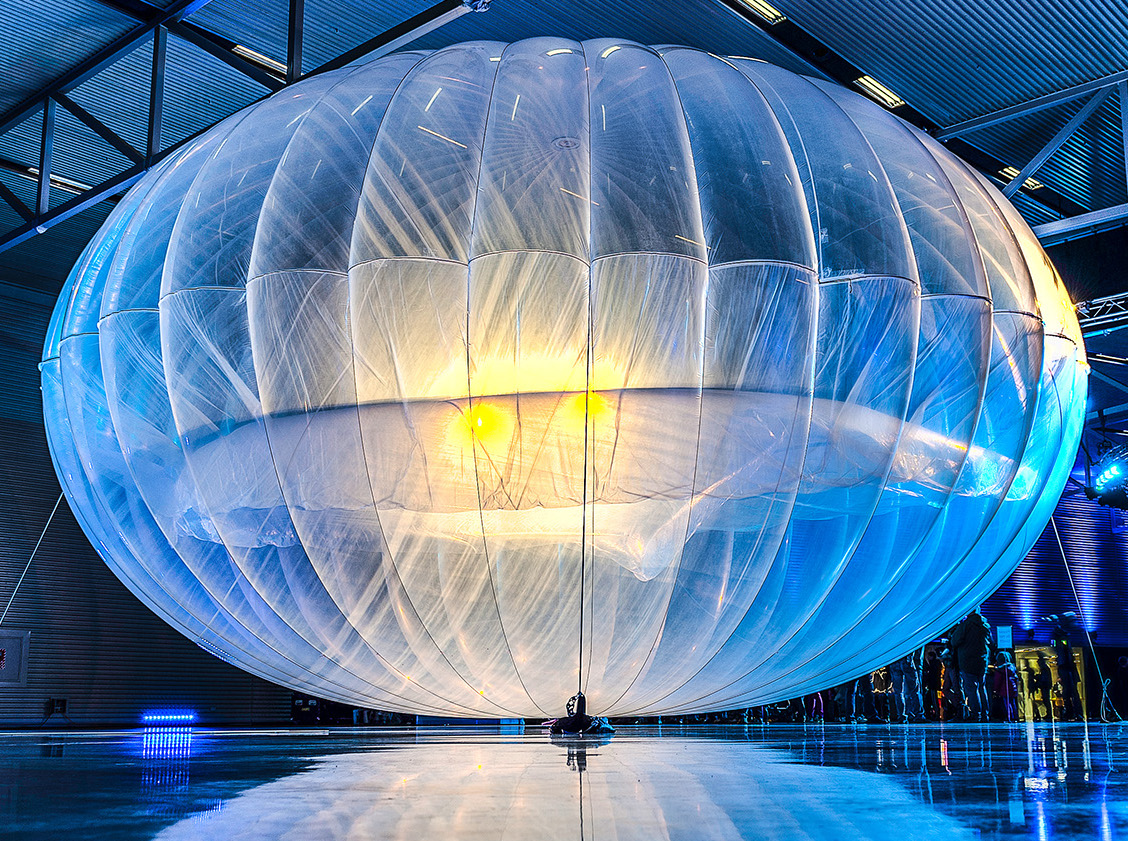
Ballon Loon à son lancement en juin 2013.

Le projet Loon était un projet de la société X (anciennement Google X Lab ou Google X, devenue filiale d'Alphabet) visant à développer l’accès à l’Internet dans les zones les plus reculées de la planète. Le 22 janvier 2021, Alphabet annonce sa fermeture.

## Description
Posant le constat que « deux tiers de la population mondiale n’ont toujours pas accès à une connexion rapide et bon marché », Google a lancé un projet utilisant des ballons stratosphériques gonflés à l’hélium,.
Le projet, issu du laboratoire de recherches dirigé par le cofondateur de Google Sergey Brin, tire son nom du mot « Loon », diminutif de « balloon » (ballon en français) ou synonyme en anglais de « fou », « dingue »,.
Techniquement, Google est aidé par l'agence spatiale française, le CNES, depuis 2014 pour la réalisation et le vol des ballons stratosphériques permettant de suspendre des relais captant des signaux venant du sol et les renvoyant à d'autres centres de données au sol. Le CNES est en effet un des spécialistes mondiaux de la conception, de la fabrication et des données scientifiques des ballons atmosphériques, depuis plus de 50 ans. De nombreuses données sont récoltées en temps réel et également transmises depuis les prévisions météorologiques faites au sol. Celles-ci permettent à un algorithme de calculer les mouvements faits par les ballons pour rester de nombreux mois au-dessus d'un territoire donné.
Chaque ballon, de quinze mètres de diamètre, flotte à une vingtaine de kilomètres d’altitude (soit deux fois plus haut que les avions de ligne) et peut, grâce à ses panneaux solaires, voler 187 jours soit de quoi faire neuf fois le tour du monde.
Initialement les ballons offraient une connexion sur 40 kilomètres autour d'eux, avec des débits équivalents à de la 3G, et même à de la 4G,. Chaque ballon peut maintenant relayer la 4G sur un rayon de 80 kilomètres.
Les trente premiers ballons ont été lancés le 15 juin 2013 depuis la Nouvelle-Zélande. Après la Nouvelle-Zélande, Google aimerait étendre l’expérimentation dans des pays à la même latitude, comme l’Afrique du Sud, l’Uruguay, l’Australie ou encore le Chili,.
Google a déjà signé des accords avec les gouvernements sri-lankais et indonésien pour couvrir les territoires de ces deux pays d'un accès à Internet grâce à cette technologie. Un des buts, à long terme, poursuivi par ce projet est de créer un anneau de connectivité continue autour du monde. En septembre 2018, la société a annoncé avoir battu des records de distances de transmission sur son réseau de ballons.
Le 22 janvier 2021, Alphabet a officiellement mis fin au projet Loon. Eric Teller (en), dit Astro Teller, patron des projets Google X, l'a annoncé dans une publication sur Medium. Il y explique que malgré des réussites technologiques "révolutionnaires", « la route vers une viabilité commerciale s'est révélée beaucoup plus longue et risquée qu'espéré »
À la suite du passage de l'ouragan Maria en 2017, les infrastructures de télécommunications de Porto Rico sont endommagées. Alors que 83 % de la population n'a pas accès à Internet en octobre, la société Alphabet reçoit l'autorisation de déployer ses ballons. Les ballons Loon sont alors lâchés afin de remédier au problème, et proposent un accès basique à 100 000 personnes en novembre 2017.
Un déploiement  a eu lieu en collaboration avec Telkom Kenya en 2020.